# Lee J. Cobb
Lee J. Cobb (født Leon Jacob; 8. december 1911 i New York City, død 11. februar 1976) var en amerikansk skuespiller, der fik sit store gennembrud i rollen som Willy Loman i Elia Kazans opsætning af Arthur Millers skuespil Death of a Salesman (dansk titel: En sælgers død) i 1949.
Han debuterede som filmskuespiller i The Vanishing Shadow i 1934 og gik året efter ind i det venstreorienterede Group Theatre i New York i hvilken sammenhæng han opnåede en række prominente roller. Cobb medvirkede en en lang række af film og teaterstykker i perioden frem til det store gennembrud i 1949 i Broadwaystykket Death of a Salesman. 
Cobb blev angivet som værende mulig kommunist, og blev følgelig indkaldt til at give møde for den amerikanske undersøgelseskomite House Un-American Activities Committee (HUAC), der på daværende tidspunkt forestod undersøgelse af påstået kommunistisk infiltration af filmindustrien i Hollywood. Cobb afviste i to år at lade sig afhøre af komiteen, hvilket medførte, at han blev sortlistet som skuespiller, og følgelig fik vanskeligt ved at finde arbejde. I 1953 opgav han modstanden og afgav herefter vidneforklaring, hvorunder han gav navne på 20 personer, der tidligere havde været medlemmer af det amerikanske kommunistparti. 
Efter høringen genoptog Cobb i 1954 skuespillerkarrieren i filmen I storbyens havn (originaltitel: On the Waterfront) i samarbejde med Elia Kazan og Budd Schulberg, der ligesom Cobb havde afgivet belastende vidneudsagn under afhøringer for HUAC. Den Oscarbelønnede film er generelt anset for at være et modsvar til de personer, der kriteserede Cobb og andre for at afgive belastende vidneudsagn for HUAC. Cobb blev for sin rolle i filmen nomineret til en Oscar for bedste mandlige birolle. 
Han spillede atter rollen som Willy Loman i Tv-udgaven af Death of a Salesman fra 1966 og blev for sin indsats i opsætningen nomineret til en Emmy Award. I en af sine sidste filmroller spillede Cobb i 1973 politimanden Kinderman i gyserfilmen Eksorcisten.
Cobb døde af et hjerteanfald i 1976 i Woodland Hills i Californien.

## Udvalgte teaterroller
- Willy Loman i Death of a Salesman (1949)
- King Lear i King Lear (1968)

## Udvalgte film
- I storbyens havn (On the Waterfront) (1954)
- Tolv vrede mænd (12 Angry Men) (1957)
- Exodus (1960)
- Vi vandt vesten (How the West was Won) (1962)
- Coogan's Bluff (1968)
- Eksorcisten (The Exorcist) (1973)

## Eksterne links
- Lee J. Cobb på Internet Movie Database (engelsk)
- Lee J. Cobb på Filmdatabasen
- Lee J. Cobb på Scope
- Lee J. Cobb på Svensk Filmdatabas (svensk)
- Lee J. Cobb på AlloCiné (fransk)
- Lee J. Cobb på AllMovie (engelsk)
- Lee J. Cobb på Turner Classic Movies (engelsk)
- Lee J. Cobb på Rotten Tomatoes (engelsk)
- Lee J. Cobb på TV Guide (engelsk)
- Lee J. Cobb på The Movie Database (engelsk)